# Блатњица
Блатњица (слч. Blatnica) насељено је мјесто са административним статусом сеоске општине (слч. obec) у округу Мартин, у Жилинском крају, Словачка Република.

## Становништво
| Година:    | 1994. | 2004.   | 2014.   | 2024.    |
| ---------- | ----- | ------- | ------- | -------- |
| Број људи: | 856   | 875     | 911     | 1074     |
| Разлика:   |       | +2,21 % | +4,11 % | +17,89 % |

| Година:    | 2023. | 2024.   |
| ---------- | ----- | ------- |
| Број људи: | 1081  | 1074    |
| Разлика:   |       | -0,64 % |

Према подацима о броју становника из 2011. године насеље је имало 909 становника.